# Kobus ellipsiprymnus
Kobus ellipsiprymnus, conhecido popularmente por inhacoso ou piva em Moçambique e por quissema em Angola, é uma espécie de antílope da família dos bovídeos. Podem ser encontrados na África subsaariana. Seu nome em outras línguas costuma ser traduzido como cobo-de-meia-lua ou cobo-de-crescente, em referência ao formato de seus chifres.  
Há várias subespécies, como o Kobus ellipsiprymnus unctuosus e o K. e. defassa, ambos denominados sim-sim.
 

Chegam a medir 1,5 m de altura e pesar até 235 kg. Os machos possuem chifres grandes e bem desenvolvidos. O inhacoso é um animal herbívoro que se desloca em manadas de 12 a 30 animais. Machos e fêmeas vivem separados na maior parte do tempo, exceto na época de acasalamento. O período de gestação da fêmea do inhacoso é de 240 dias, e os filhotes normalmente nascem no Verão. O inhacoso é um excelente nadador, por isso sempre corre para a água quando há perigo. Seus principais predadores são os leões e os leopardos.

## Nomenclatura e taxonomia
A espécie foi descrita por William Ogilby em 1833 como Antilope ellipsiprymnus. O epíteto específico ellipsiprymnus provem do grego ellipes (elipse) e prymnus (região traseira), referindo-se a faixa branca elíptica na região traseira. Em 1840, Andrew Smith transferiu a espécie pra o gênero Kobus, recombinando-a para Kobus ellipsiprymnus.
Até 37 subespécie já foram reconhecidas com base no padrão da pelagem, divididas em dois grupos principais, ellipsiprymnus com 8 subespécies e defassa com 29.  Em 1971, Ansell revisou o número de subespécies reduzido para treze (4 no grupo ellipsiprymnus e 9 no defassa). Em 2005, o Mammals Species of the World manteve a revisão de Ansell como válida:
- Grupo K. e. ellipsiprymnus: encontrado no sudeste da África, ocorrendo do sul da Somália a África do Sul (KwaZulu-Natal) e no interior até Gregory Rift e Botsuana. Inclui as subespécies:
  - K. e. ellipsiprymnus (Ogilby, 1833)
  - K. e. kondensis Matschie, 1911 (inclui K. e. lipuwa e K. e. kulu)
  - K. e. pallidus Matschie, 1911
  - K. e. thikae Matschie, 1910 (inclui K. e. kuru e K. e. canescens)
- Grupo K. e. defassa: encontrado a oeste do Gregory Rift, ocorrendo da Etiópia a oeste até o Senegal e ao sul até a Zâmbia. Inclui as subespécies:
  - K. e. adolfifriderici Matschie, 1906 (inclui K. e. fulvifrons, K. e. nzoiae e K. e. raineyi)
  - K. e. annectens Schwarz, 1913 (inclui K. e. schubotzi)
  - K. e. crawshayi P. L. Sclater, 1894 (inclui K. e. uwendensis, K. e. frommiand e K. e. münzneri)
  - K. e. defassa Rüppell, 1835 (inclui K. e. matschiei e K. e. hawashensis)
  - K. e. harnieri Murie, 1867 (inclui K. e. avellanifrons, K. e. ugandae, K. e. dianae, K. e. ladoensis, K. e. cottoni, K. e. breviceps, K. e. albertensis e K. e. griseotinctus)
  - K. e. penricei W. Rothschild, 1895
  - K. e. tjäderi Lönnberg, 1907 (inclui K. e. angusticeps e K. e. powelli)
  - K. e. tschadensis Schwarz, 1913
  - K. e. unctuosus Laurillard, 1842 (inclui K. e. togoensis)

Alguns pesquisadores reconhecem apenas duas subespécies válidas, Kobus ellipsiprymnus ellipsiprymnus e Kobus ellipsiprymnus defassa com base em diferenças na região traseira, no padrão da pelagem e na distribuição geográfica, separadas pelo Gregory Rift, ocorrendo sobreposição apenas no Quênia e norte da Tanzânia.